# 사이카이시
사이카이시(일본어: 西海市)는 일본 나가사키현의 니시소노기반도 북부에 있는 시이다.

## 인구
| 연도                         | 인구   | ±%     |
| ---------------------------- | ------ | ------ |
| 1920                         | 63,605 | —      |
| 1925                         | 61,263 | −3.7%  |
| 1930                         | 63,802 | +4.1%  |
| 1935                         | 57,938 | −9.2%  |
| 1940                         | 61,639 | +6.4%  |
| 1945                         | 73,144 | +18.7% |
| 1950                         | 80,999 | +10.7% |
| 1955                         | 84,161 | +3.9%  |
| 1960                         | 80,784 | −4.0%  |
| 1965                         | 60,591 | −25.0% |
| 1970                         | 42,769 | −29.4% |
| 1975                         | 41,941 | −1.9%  |
| 1980                         | 41,064 | −2.1%  |
| 1985                         | 39,670 | −3.4%  |
| 1990                         | 37,610 | −5.2%  |
| 1995                         | 36,327 | −3.4%  |
| 2000                         | 35,288 | −2.9%  |
| 2005                         | 33,680 | −4.6%  |
| 2010                         | 31,183 | −7.4%  |
| 2015                         | 28,691 | −8.0%  |
| 2020                         | 26,275 | −8.4%  |
| Saikai population statistics |        |        |

## 지리
삼면이 고토나다·사세보만·오무라만으로 둘러싸여 있고 니시소노기반도 북부와 주변에 점재하는 섬으로 이루어져 있다. 대부분의 지역이 리아스식 해안으로 해안선이 복잡하다. 남부는 나가사키시와 접하고 사세보시와는 육지로 이어져 있지는 않지만 사이카이교·신사이카이교로 연결된다.
반도부의 최고봉은 해발 561m의 나가우라다케이다. 해안까지는 구릉지로 조엽수림, 삼나무·노송나무숲, 과수원, 농경지 등이 있고 평야는 좁다. 주요 하천으로는 다이묘지강·이사노우라강·유키노우라강 등이 있다.

### 기후
난류인 쓰시마 해류의 영향을 받아 비교적 온난한 기후로 계절을 불문하고 비교적 습도가 높다.
| 사이카이시의 기후                                            | 사이카이시의 기후 | 사이카이시의 기후 | 사이카이시의 기후 | 사이카이시의 기후 | 사이카이시의 기후 | 사이카이시의 기후 | 사이카이시의 기후 | 사이카이시의 기후 | 사이카이시의 기후 | 사이카이시의 기후 | 사이카이시의 기후 | 사이카이시의 기후 | 사이카이시의 기후 |
| 월                                                           | 1월               | 2월               | 3월               | 4월               | 5월               | 6월               | 7월               | 8월               | 9월               | 10월              | 11월              | 12월              | 연간              |
| ------------------------------------------------------------ | ----------------- | ----------------- | ----------------- | ----------------- | ----------------- | ----------------- | ----------------- | ----------------- | ----------------- | ----------------- | ----------------- | ----------------- | ----------------- |
| 역대 최고 기온 °C (°F)                                       | 20.7 (69.3)       | 21.9 (71.4)       | 23.7 (74.7)       | 27.0 (80.6)       | 29.3 (84.7)       | 34.2 (93.6)       | 36.5 (97.7)       | 36.7 (98.1)       | 36.2 (97.2)       | 30.8 (87.4)       | 25.7 (78.3)       | 22.5 (72.5)       | 36.7 (98.1)       |
| 일평균 최고 기온 °C (°F)                                     | 10.4 (50.7)       | 11.6 (52.9)       | 14.8 (58.6)       | 19.0 (66.2)       | 22.3 (72.1)       | 24.9 (76.8)       | 28.5 (83.3)       | 30.2 (86.4)       | 27.5 (81.5)       | 23.0 (73.4)       | 17.8 (64.0)       | 12.8 (55.0)       | 20.2 (68.4)       |
| 일일 평균 기온 °C (°F)                                       | 7.4 (45.3)        | 8.0 (46.4)        | 10.8 (51.4)       | 14.8 (58.6)       | 18.4 (65.1)       | 21.6 (70.9)       | 25.4 (77.7)       | 26.7 (80.1)       | 23.6 (74.5)       | 19.1 (66.4)       | 14.3 (57.7)       | 9.5 (49.1)        | 16.6 (61.9)       |
| 일평균 최저 기온 °C (°F)                                     | 4.6 (40.3)        | 4.8 (40.6)        | 7.2 (45.0)        | 11.1 (52.0)       | 15.0 (59.0)       | 19.0 (66.2)       | 23.3 (73.9)       | 24.1 (75.4)       | 20.8 (69.4)       | 16.0 (60.8)       | 11.2 (52.2)       | 6.5 (43.7)        | 13.6 (56.5)       |
| 역대 최저 기온 °C (°F)                                       | −2.7 (27.1)       | −3.4 (25.9)       | −2.9 (26.8)       | 3.2 (37.8)        | 8.1 (46.6)        | 12.1 (53.8)       | 15.6 (60.1)       | 18.6 (65.5)       | 12.8 (55.0)       | 6.6 (43.9)        | 2.9 (37.2)        | −1.1 (30.0)       | −3.4 (25.9)       |
| 평균 강수량 mm (인치)                                        | 63.3 (2.49)       | 72.9 (2.87)       | 114.3 (4.50)      | 142.7 (5.62)      | 152.6 (6.01)      | 268.3 (10.56)     | 262.0 (10.31)     | 197.4 (7.77)      | 178.5 (7.03)      | 98.1 (3.86)       | 100.8 (3.97)      | 78.6 (3.09)       | 1,710.7 (67.35)   |
| 평균 강수일수 (≥ 1.0 mm)                                     | 9.1               | 8.6               | 10.5              | 9.4               | 9.2               | 13.1              | 10.7              | 9.6               | 9.4               | 5.8               | 8.4               | 8.5               | 112.3             |
| 평균 월간 일조시간                                           | 104.2             | 131.1             | 176.6             | 199.1             | 207.9             | 140.1             | 178.3             | 231.0             | 198.5             | 202.2             | 150.6             | 116.1             | 2,039.2           |
| 출처: 일본 기상청 (평년값: 1991년~2020년, 극값: 1977년~현재) |                   |                   |                   |                   |                   |                   |                   |                   |                   |                   |                   |                   |                   |

## 역사
고토나다 연안의 니시소노기반도 서부 및 섬들의 각 항구는 1630년대부터 포경(고래잡이) 기지로 번창했다. 메이지 시대 이후에는 석탄 채굴이 시작되어 각지의 항구는 많이 활기찼다. 그러나 포경 산업이 중단되고 탄광도 모두 폐광한 현재는 인구가 유출 경향에 있다.
2005년 4월 1일에 오세토정·세이히정·사이카이정·오시마정·사키토정이 합병(신설 합병)해 사이카이시가 되었다.

## 경제
바다로 둘러싸여 있고 연안 어업이 활발하다. 남동부의 오무라만 연안에서는 해삼이나 굴, 진주 등, 북부·서부의 고토나다에서는 쏨뱅이, 방어, 전복, 대하, 성게, 미역, 톳 등 많은 수산물이 어획된다. 농산물로는 귤, 수박, 사이카이정의 삶아 말린 무, 오시마정의 완숙 토마토 등이 특산품으로 팔린다. 또 마쓰시마섬에는 전원개발 마쓰시마 화력 발전소, 오시마섬에는 오시마 조선소, 가키노우라섬에는 사키토 제염소가 있다.

## 교통

### 도로
- 국도 202호선
- 국도 206호선